# Valdunquillo
Valdunquillo là một đô thị trong tỉnh Valladolid, Castile và León, Tây Ban Nha. Theo điều tra dân số 2004 (INE), đô thị này có dân số là 209 người.

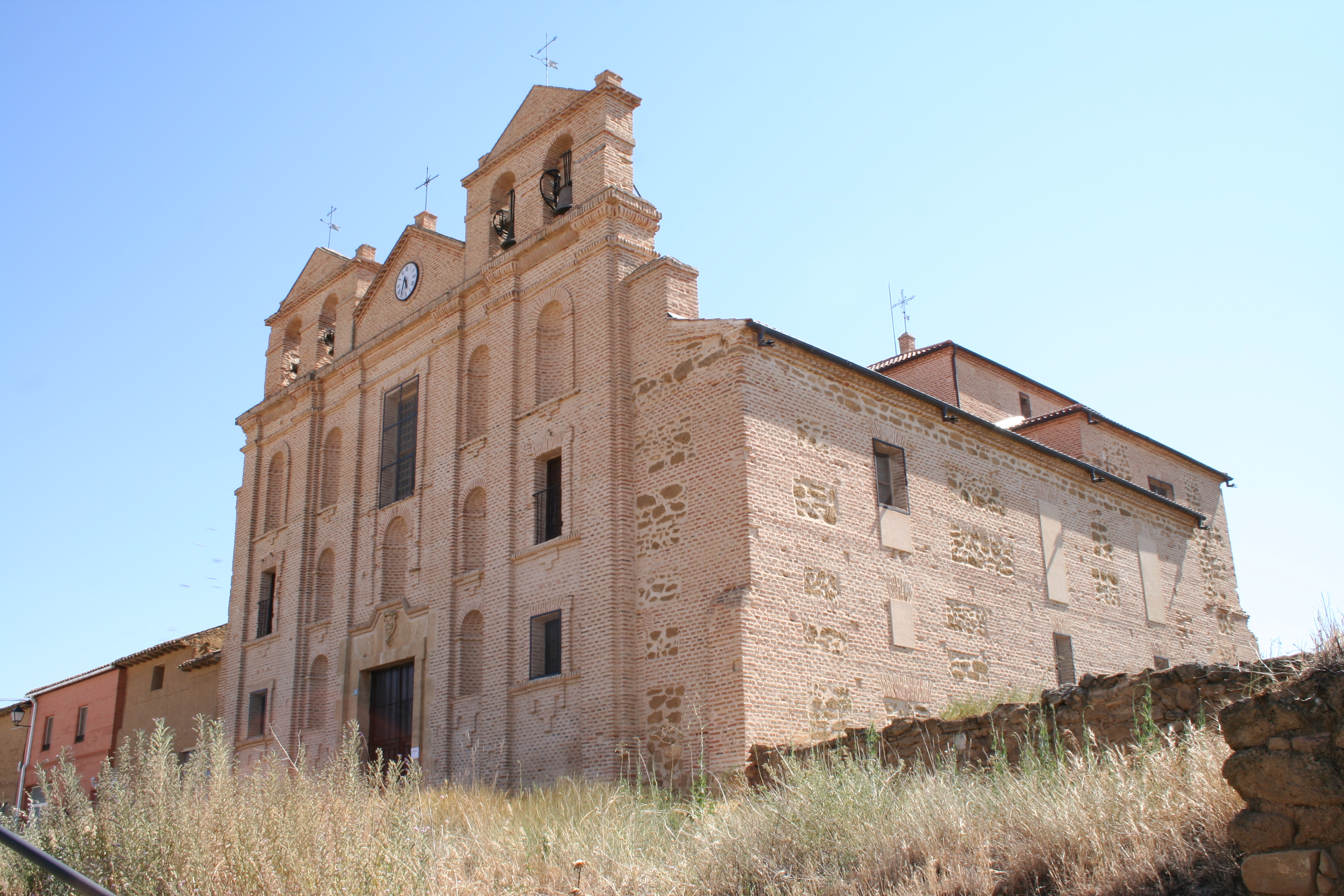
Convento de la Merced
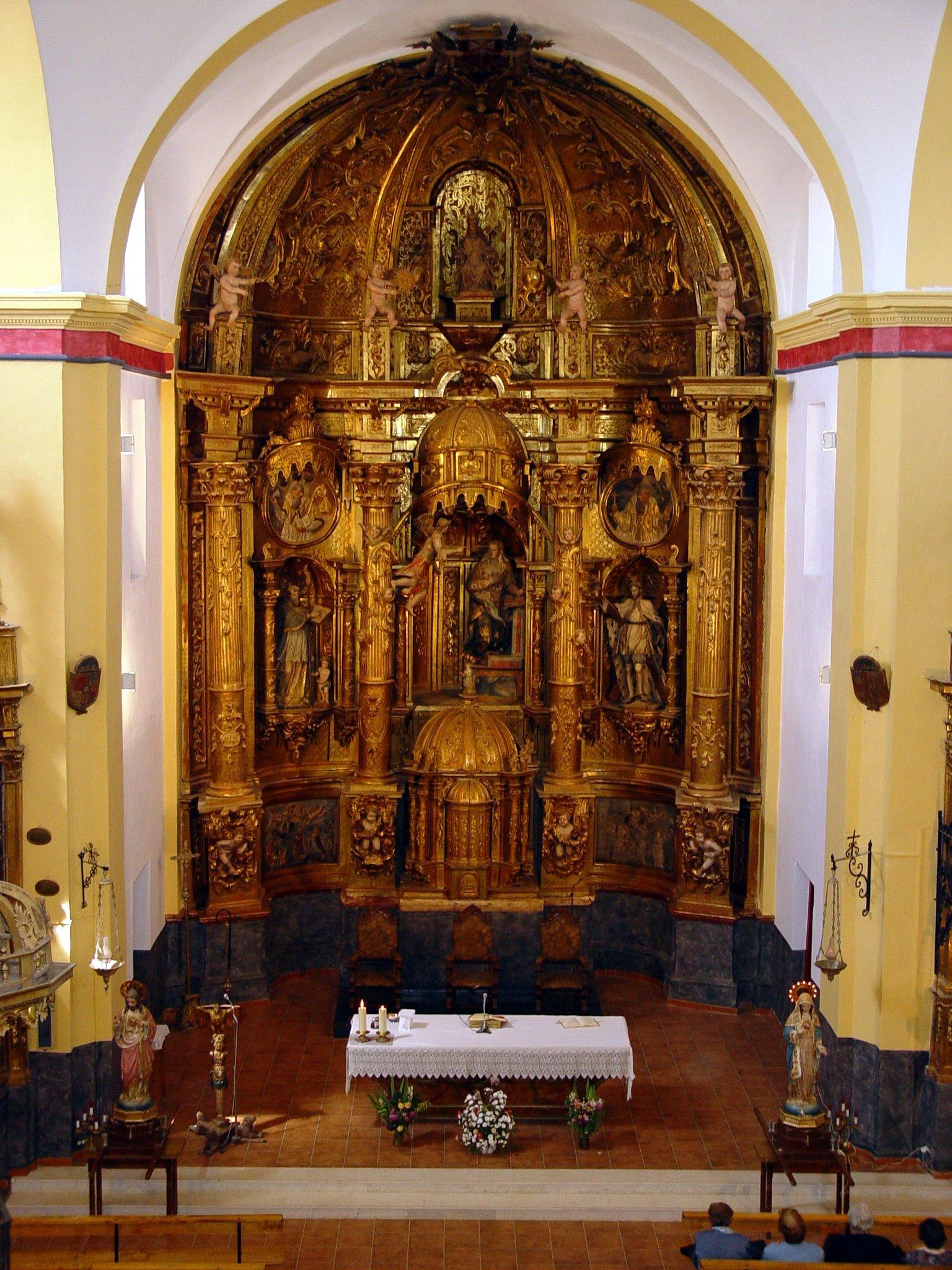
The Main altar in el Convento de la Merced
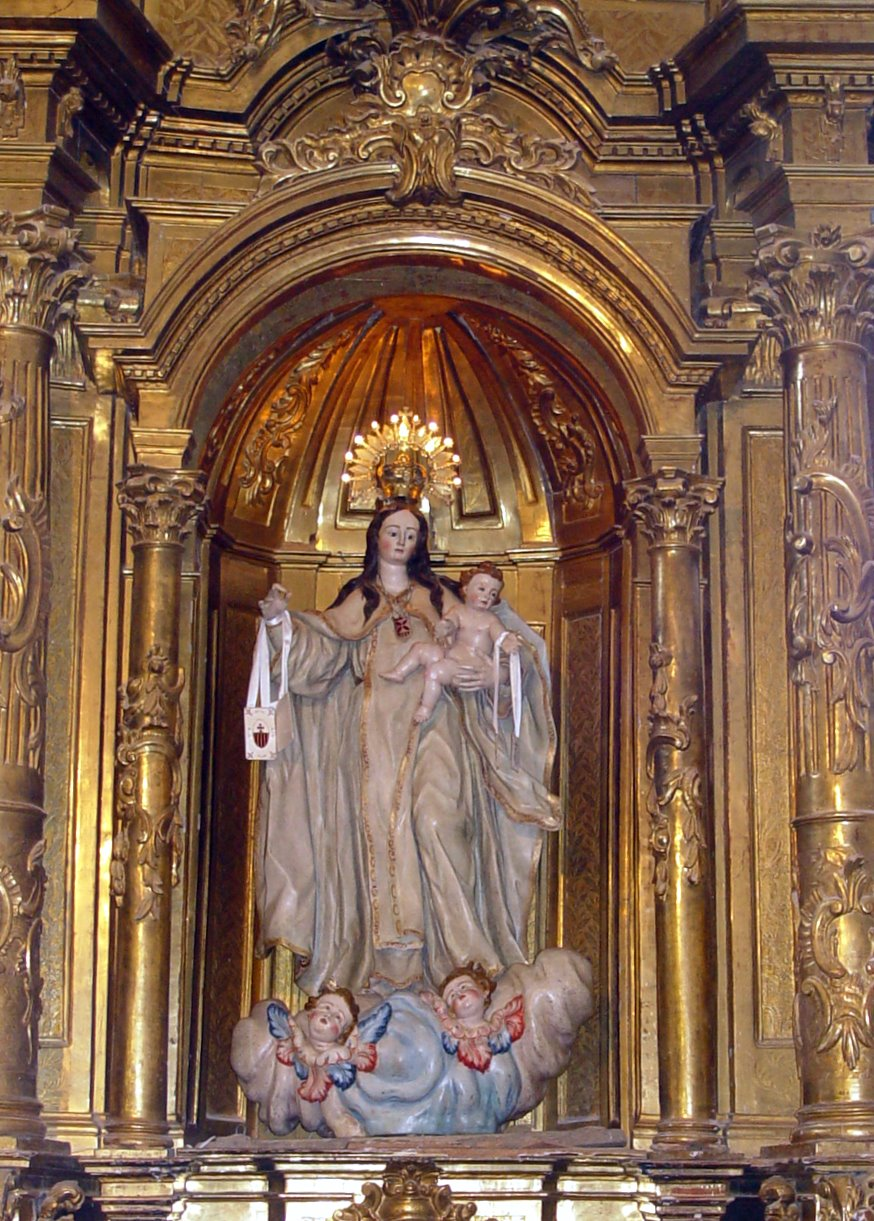
Our Lady of Mercy, patroness of the Convento de la Merced
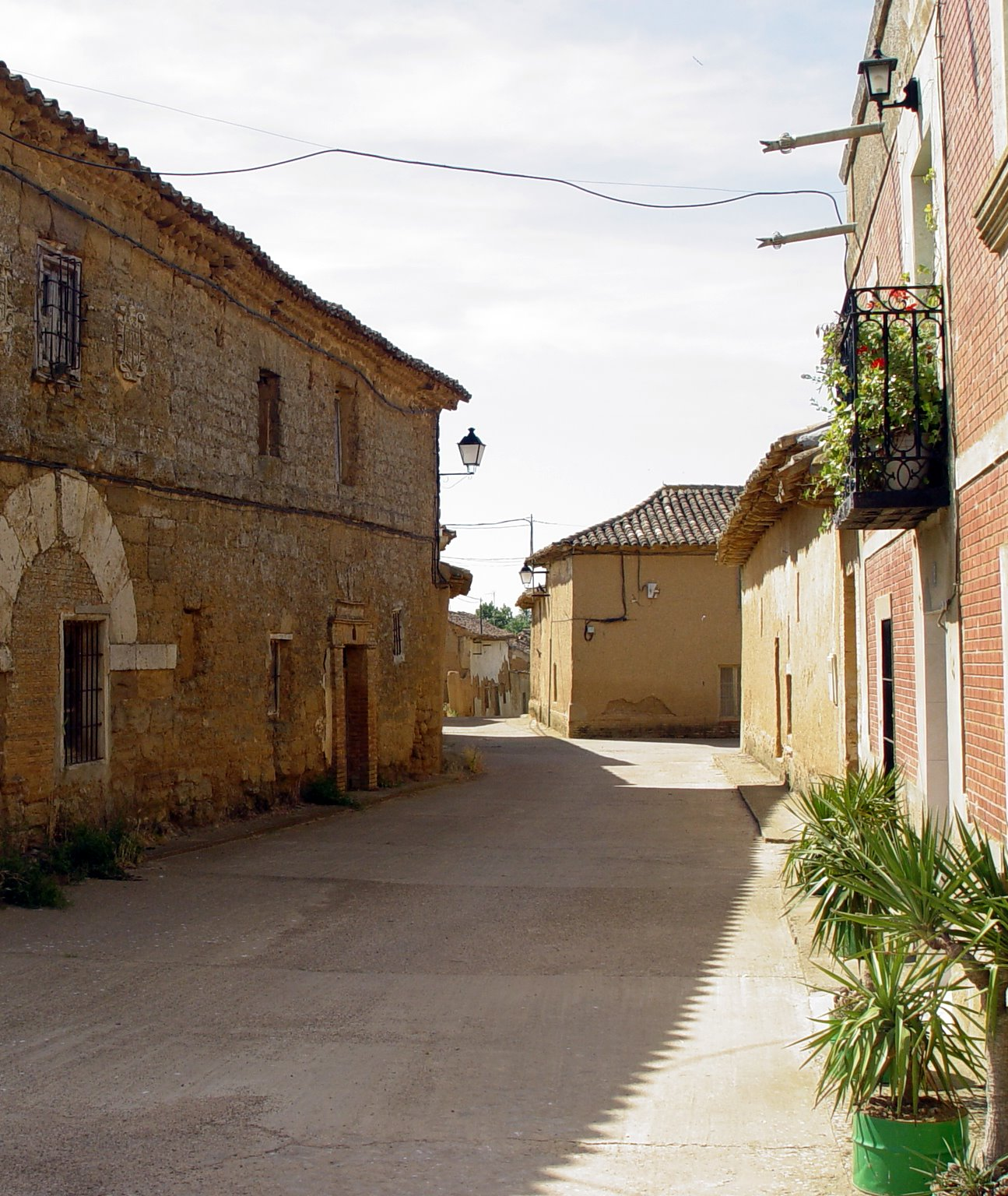
A street in Valdunquillo
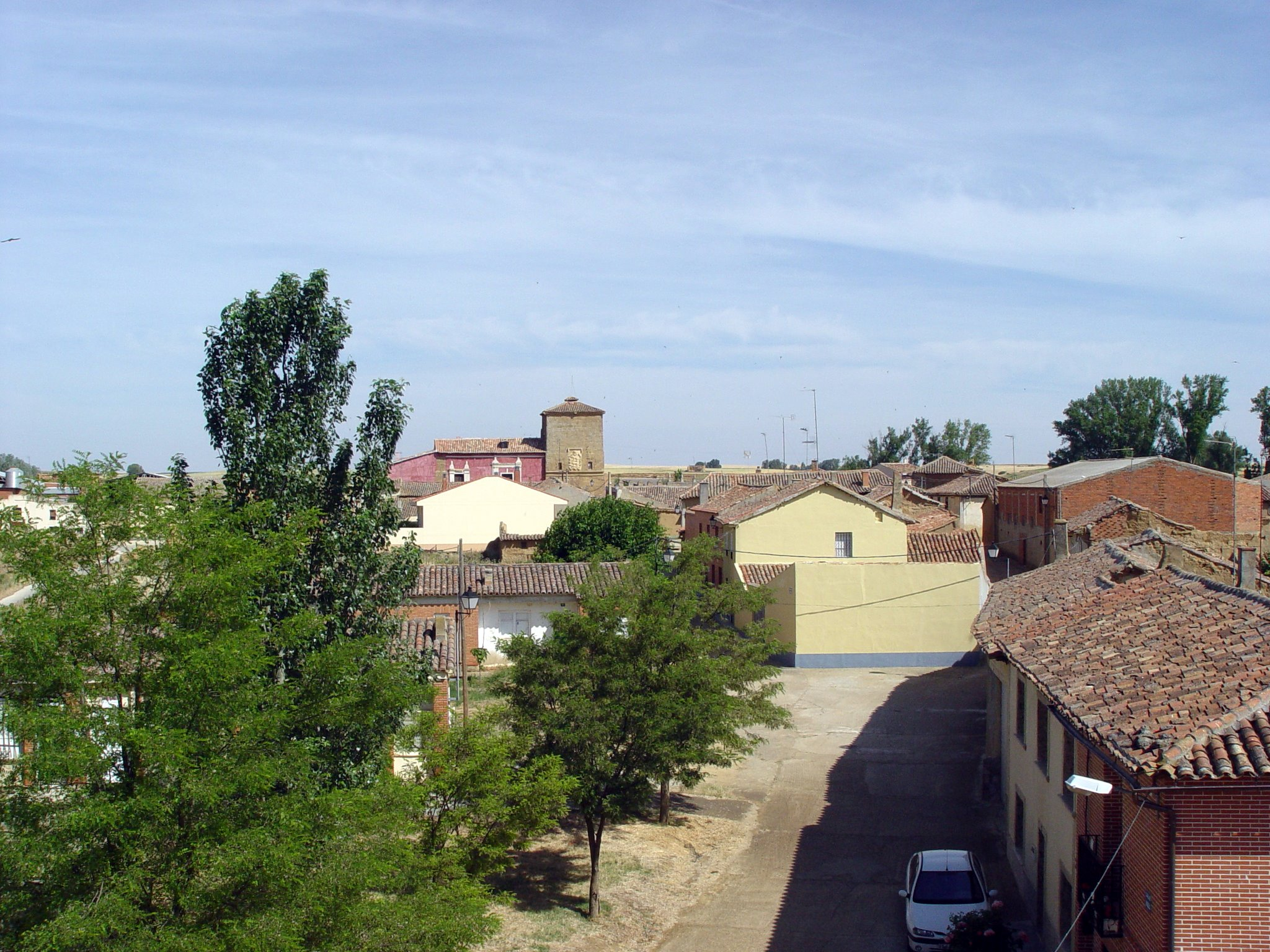
A view of Valdunquillo, with the Palace of the Dukes of Alba in the background (the Pink building)
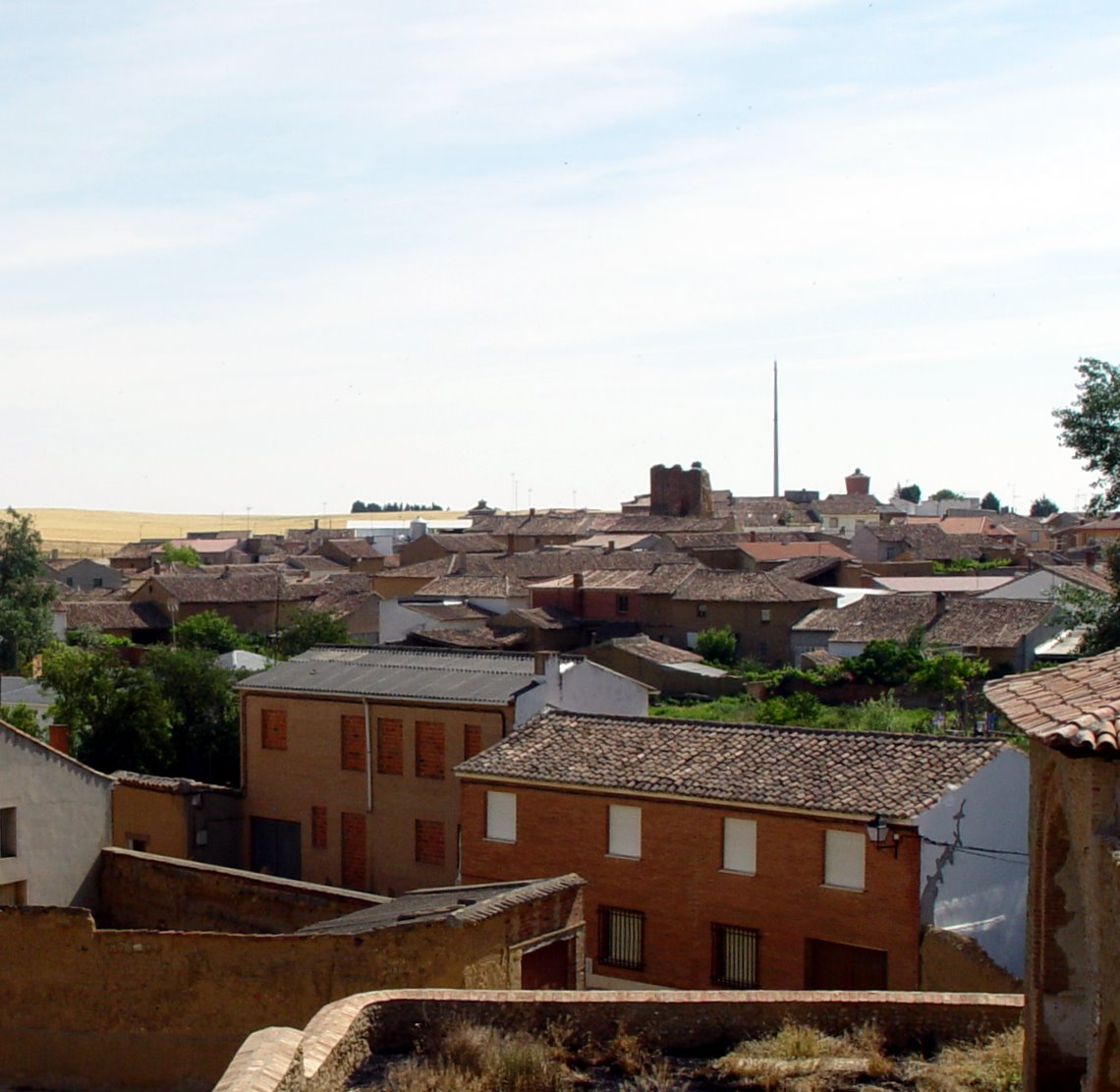
A view of Valdunquillo
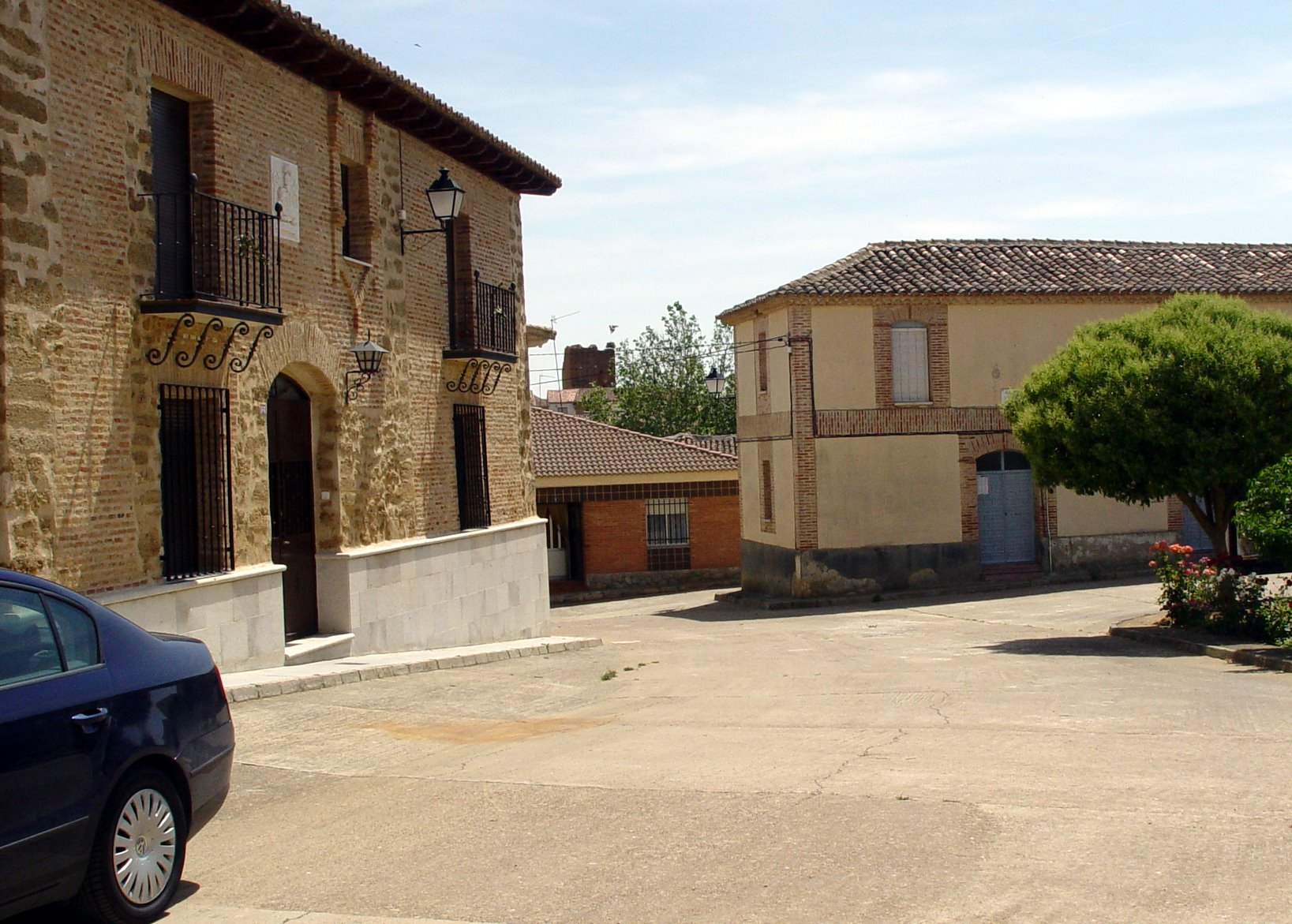
Another corner of the la Plaza Doctor Bárcena